# Brigada Pesada
Uma brigada pesada (em inglês:  Heavy Brigade) é uma brigada militar do Exército Britânico composta pela chamada Cavalaria Pesada, ou seja, por Dragoon Guards e Dragoons.
A Heavy Brigade foi comandada pelo General Sir James Yorke Scarlett na Batalha de Balaclava, na Guerra da Crimeia.